# Az-Zintan
Az-Zintan (arab. الزنتان) – miasto w Libii, ok. 130 km na południe od Trypolisu.